# 利亞斯科韋茨市鎮

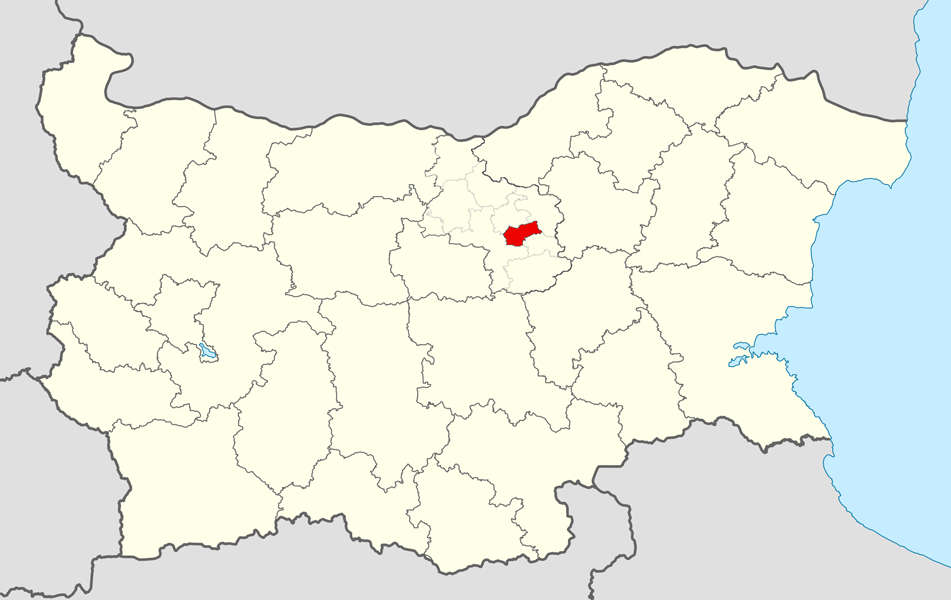

43°6′N 25°45′E / 43.100°N 25.750°E
利亞斯科韋茨市鎮，是保加利亞中北部大特爾諾沃州的市鎮，行政中心为利亞斯科韋茨，面積118平方公里，2009年人口13,677，人口密度每平方公里115.9人。